# 賀来満夫
賀来 満夫（かく みつお、Mitsuo KAKU）は、日本の医師、医学者。東北大学 名誉教授。学位は医学博士（長崎大学・1986年）。
東京都参与、東京感染症対策センター（東京iCDC） 所長、東北医科薬科大学医学部 特任教授などの要職も務めている。

## 人物
実家が調剤薬局を営んでいたため幼少期から病や薬に身近に接していた。また動物好きだったこともありアフリカの野生動物にも興味を抱くようになる。その後、国際保健学で名高い医師のアルベルト・シュヴァイツァーや野口英世が、アフリカ諸国などで感染症と闘ってきた歴史を知り、偉人たちと同じ道に進みたいと考えるようになった。
大分県立大分上野丘高等学校を卒業。多くの感染症医師、微生物学者を輩出している長崎大学医学部を目指し入学した。学部卒業後は同大大学院へ進学、微生物学を専攻した。大学院修了後はアフリカに長崎大学熱帯医学研究所 ケニア拠点もあることからJICAの専門家として渡阿、ケニア中央医学研究所で感染症研究などに取り組んだ。今日までに多くの功績を残し、現在も感染症学のエキスパートとして各方面で尽力している。

## 略歴
- 1981年3月 - 長崎大学医学部医学科 卒業
- 1986年3月 - 長崎大学大学院医学研究科 臨床検査医学・臨床微生物学専修 修了、医学博士取得。同年4月、Kenya Medical Research Institute（KEMRI） 国際協力事業団 医療専門家
- 1987年 - 長崎大学医学部 第二内科学教室
- 1989年10月 - 自治医科大学 呼吸器内科学教室 講師
- 1990年4月 - 長崎大学医学部附属病院（現 長崎大学病院）検査部 講師
- 1995年7月 - 聖マリアンナ医科大学 微生物学教室 助教授
- 1999年3月 - 東北大学大学院医学系研究科 感染制御 検査診断学分野 教授
- 2005年 - 東北大学病院 感染制御リサーチセンター・センター長（兼任）
- 2015年 - 東北大学大学院医学系研究科 総合感染症学分野 教授。2019年3月、東北大学退官、東北大学名誉教授の称号を授与
- 2019年4月 - 現在、東北医科薬科大学医学部 感染症学教室 特任教授
- 2020年10月 - 現在、東京都参与、東京iCDC専門家ボード会議[10]
- 2021年7月 - 現在、一般財団法人ジャパンワンヘルスネットワーク財団 代表理事

ほかに日本野球機構・Jリーグ 新型コロナウイルス対策連絡会議 座長なども務めた。

## 所属学会
- 日本内科学会
- 日本感染症学会
- 日本環境感染学会
- 日本化学療法学会
- 日本臨床微生物学会

など